# Live & Off the Record
Live & off the Record är ett DVD-album av Shakira. Den är från en konsert i Holland, filmad under hennes första världsturné, Tour of the Mongoose.
Den släpptes 30 mars 2004 och ur den kom två singlar, Poem to a Horse (live) och Whenever, Wherever (live). 

## Videoinnehåll
Disc 1 (CD) 
1. "Ojos Así" (Flores, Gaza, Shakira) – 8:14
2. "Si Te Vas" (Ochoa, Shakira) – 4:36
3. "Underneath Your Clothes" (Mendez, Shakira) – 4:13
4. "Ciega, Sordomuda" (Ochoa, Shakira) – 4:58
5. "The One" (Ballard, Shakira) – 3:46
6. "Back in Black" (A. Young, M. Young, B. Johnson) – 5:23 (cover version of AC/DC song)
7. "Tú" (O'Brien, Shakira) – 4:50
8. "Poem to a Horse" (Ochoa, Shakira) – 7:13
9. "Objection (Tango)" (Shakira) – 4:22
10. "Whenever, Wherever" (Estefan, Mitchell, Shakira) – 7:52

Disc 2 (DVD) 
1. "Ojos Así" (Flores, Gaza, Shakira)
2. "Si Te Vas" (Ochoa, Shakira)
3. "Ciega, Sordomuda" (Ochoa, Shakira)
4. "The One" (Ballard, Shakira)
5. "Back in Black" (A. Young, M. Young)
6. "Rules" (Mendez, Shakira)
7. "Inevitable" (Ochoa, Shakira)
8. "Estoy Aquí" (Ochoa, Shakira)
9. "Underneath Your Clothes" (Mendez, Shakira)
10. "Octavo Día" (Shakira, Mendez)
11. "Ready for the Good Times" (Mendez, Shakira)
12. "Tú" (O'Brien, Shakira)
13. "Poem to a Horse" (Ochoa, Shakira)
14. "Objection (Tango)" (Shakira)
15. "Whenever, Wherever" (Estefan, Mitchell, Shakira)